# فابيان لوجتنبرغ
فابيان لوجتنبرغ (بالهولندية: Fabienne Logtenberg) مواليد 27 ديسمبر 1991 في ديفينتر، هي لاعبة كرة يد هولندية تلعب كمحور. مثلت منتخب هولندا لكرة اليد للسيدات.

## سجل المنافسة
شاركت في البطولات التالية:
- بطولة العالم لكرة اليد للسيدات 2013

## روابط خارجية
- فابيان لوجتنبرغ على موقع الاتحاد الأوروبي لكرة اليد (الإنجليزية)